# Xu Huiqin
Xu Huiqin (chiń. 徐惠琴; ur. 4 września 1993) – chińska lekkoatletka, tyczkarka.

## Osiągnięcia
- złoty medal azjatyckich igrzyskach młodzieży (Singapur 2009)
- złoto mistrzostw Azji juniorów (Hanoi 2010)
- złoto mistrzostw Azji juniorów (Kolombo 2012)
- srebro halowych mistrzostw Azji (Hangzhou 2014)
- srebrny medal mistrzostw Azji (Wuhan 2015)
- srebrny medal mistrzostw Azji (Doha 2019)
- 7. miejsce na halowych mistrzostw świata (Belgrad 2022)
- 13. miejsce podczas mistrzostw świata (Eugene 2022)
- srebrny medal mistrzostw Azji (Gumi 2025)
- wielokrotna medalistka mistrzostw Chin

W 2021 reprezentowała Chiny na igrzyskach olimpijskich w Tokio, podczas których zajęła 8. miejsce w finale.

## Rekordy życiowe
- skok o tyczce (stadion) – 4,70 (2019)
- skok o tyczce (hala) – 4,65 (2022)